# Dorchester
Dorchester er grevskabshovedstad (County town) i West Dorset-distriktet, Dorset, England, med 21.358(2021) indbyggere. Byen ligger 188 km fra London. Den nævnes i Domesday Book fra 1086, hvor den kaldes Dorecestre/Dorecestra.